# 低陰入
低陰入，又稱下陰入、中入，粵語聲調名稱之一（第8聲），由陰入聲衍生而出。衍生規律依據母音的長短，長元音的陰入聲字都被分派到此一較低沉的陰入聲。所有低陰入調的音節都帶 [-p]、[-t]、[-k] 入聲韻尾。如標準粵語中，「法」、「焫」、「殼」、「錫」、「客」等字的聲調都是低陰入。絕大部分粵語都具有這一聲調。